# Bogdan Święczkowski

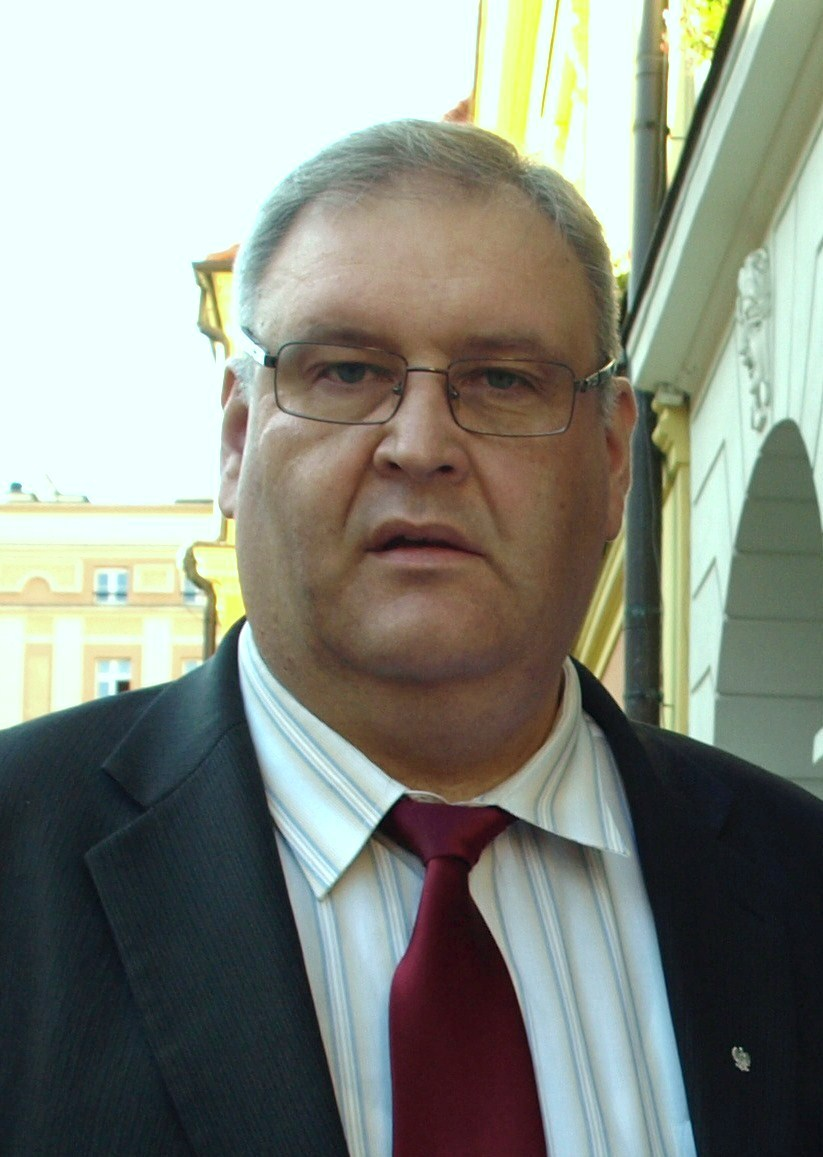
Bogdan Święczkowski przed gmachem budynku Ministerstwa Sprawiedliwości

Bogdan Roman Święczkowski (ur. 22 maja 1970 w Sosnowcu) – polski prawnik, prokurator. W latach 2006–2007 szef Agencji Bezpieczeństwa Wewnętrznego, w latach 2015–2016 podsekretarz stanu w Ministerstwie Sprawiedliwości, w latach 2016–2022 prokurator krajowy i pierwszy zastępca prokuratora generalnego. Od 2022 sędzia Trybunału Konstytucyjnego, którego 9 grudnia 2024 został prezesem.

## Życiorys
W 1994 ukończył studia na Wydziale Prawa Uniwersytetu Jagiellońskiego, a następnie odbył aplikację prokuratorską w Prokuraturze Rejonowej w Tychach. Po odbyciu aplikacji w 1996 pracował w Prokuraturze Rejonowej w Sosnowcu na stanowiskach: asesora i (od 1998) prokuratora. W latach 2001–2005 był prokuratorem Prokuratury Okręgowej w Katowicach: w latach 2001–2003 w Wydziale Śledczym, zaś w latach 2003–2005 w Wydziale VI do Zwalczania Przestępczości Zorganizowanej.
W listopadzie 2005 rozpoczął pracę w Prokuraturze Krajowej, gdzie pełnił funkcje zastępcy dyrektora i dyrektora Biura ds. Przestępczości Zorganizowanej, nadzorując i koordynując najpoważniejsze śledztwa dotyczące zorganizowanych grup przestępczych oraz przestępstw o charakterze finansowym i ekonomicznym.
13 września 2006 został mianowany p.o. szefa Agencji Bezpieczeństwa Wewnętrznego, zaś 19 października 2006 na szefa ABW. Odwołano go z tej funkcji 2 listopada 2007. Przywrócony na stanowisko prokuratora Prokuratury Krajowej, odszedł w stan spoczynku z momentem likwidacji tej jednostki i tworzenia Prokuratury Generalnej.
W wyborach samorządowych w 2010, jako bezpartyjny, został wybrany na radnego sejmiku województwa śląskiego z listy Prawa i Sprawiedliwości. W wyborach parlamentarnych w 2011 został liderem listy PiS do Sejmu w okręgu wałbrzyskim, uzyskał mandat poselski, otrzymując 17 109 głosów. Po wyborach Bogdan Święczkowski odmówił zrzeczenia się funkcji prokuratora w stanie spoczynku, wobec czego marszałek Sejmu Grzegorz Schetyna wygasił jego mandat poselski, uznając, iż przepisy prawa zabraniają łączenia tych dwóch funkcji. Bogdan Święczkowski odwołał się od tej decyzji do Sądu Najwyższego, który odwołanie oddalił. 14 listopada 2011 sejmik województwa śląskiego wygasił mu także mandat radnego tej izby. W styczniu 2012 jego skargę na tę decyzję odrzucił Wojewódzki Sąd Administracyjny w Gliwicach. W tym samym roku Bogdan Święczkowski poparł powstanie Solidarnej Polski.
24 listopada 2015 powołany na podsekretarza stanu w Ministerstwie Sprawiedliwości. 7 marca 2016 powołany na stanowiska prokuratora krajowego i pierwszego zastępcy prokuratora generalnego.
W 2019 objął stanowisko przewodniczącego Rady Naukowej utworzonego przez Ministra Sprawiedliwości Instytutu Ekspertyz Ekonomicznych i Finansowych w Łodzi.
26 stycznia 2022 zgłoszono jego kandydaturę na sędziego Trybunału Konstytucyjnego. 8 lutego tegoż roku Sejm wybrał go na to stanowisko. 16 lutego 2022 złożył ślubowanie przed Prezydentem Rzeczypospolitej Polskiej Andrzejem Dudą.
W 2024 został przedstawiony Prezydentowi RP przez zgromadzenie ogólne sędziów Trybunału Konstytucyjnego jako jeden z dwóch kandydatów na prezesa TK. 9 grudnia 2024 Andrzej Duda powołał go na prezesa Trybunału Konstytucyjnego. Wg Marka Safjana i Andrzeja Zolla powołanie było nieprawidłowe, gdyż w Zgromadzeniu Ogólnym sędziów Trybunału, które wskazało prezydentowi kandydatów na prezesa, wzięły udział osoby niebędące sędziami TK.

### Działania związane z zawiadomieniem o tzw. „zamachu stanu”
W dniu 5 lutego 2025 złożył zawiadomienie o podejrzeniu popełnienia przestępstwa zamachu stanu przez premiera Donalda Tuska, marszałka Sejmu Szymona Hołownię, marszałek Senatu Małgorzatę Kidawę-Błońską, wszystkich ministrów, posłów i senatorów rządzącej koalicji KO-PSL-PL2050-NL, prezes Rządowego Centrum Legislacji Joannę Knapińską oraz niektórych sędziów i prokuratorów. 

Święczkowski zawiadomienie złożył do zastępcy prokuratora generalnego Michała Ostrowskiego (swojego dawnego podwładnego z okresu pełnienia funkcji prokuratora krajowego). On następnie wszczął śledztwo w tej sprawie (zarejestrowane dopiero po kilku dniach w Prokuraturze Krajowej). Ostrowski 10 lutego został zawieszony w czynnościach na okres 6 miesięcy przez ministra sprawiedliwości i prokuratora generalnego Adama Bodnara za wszczęcie śledztwa bez jego rejestracji. 
Decyzja uzasadniona jest podejmowanymi przez prokuratora Michała Ostrowskiego działaniami i towarzyszącymi im okolicznościami, które w sposób jednoznaczny wskazują na brak poszanowania dla podstawowych zasad funkcjonowania prokuratury i stanowią emanację postrzegania tej instytucji jako organu zaangażowanego w ochronę partykularnych interesów politycznych" -  informuje prok. Anna Adamiak rzecznik prokuratora generalnego

## Odznaczenia
- 2017: Odznaka Honorowa imienia gen. Stefana Roweckiego „Grota”[24]
- 2019: Złoty Medal za Zasługi dla Policji[25]
- 2019: Medal Stulecia Utworzenia Policji Państwowej[26]

## Życie prywatne
W 2000 zawarł związek małżeński z Małgorzatą Hencel-Święczkowską, sędzią z niezaliczonym testem niezależności, w 2017 powołaną na prezesa Sądu Rejonowego w Sosnowcu. W 2012 ukazała się książka Łańcuch poszlak (Wielka gra mafii i rosyjskich służb specjalnych), której autorami są Roman Mańka i Łukasz Ziaja, a która jest wywiadem rzeką z Bogdanem Święczkowskim. W 2014 ukazała się książka Bogdana Święczkowskiego pt. Afery czasów Donalda Tuska, którą napisał wraz z Łukaszem Ziają.